# 耶穌升天

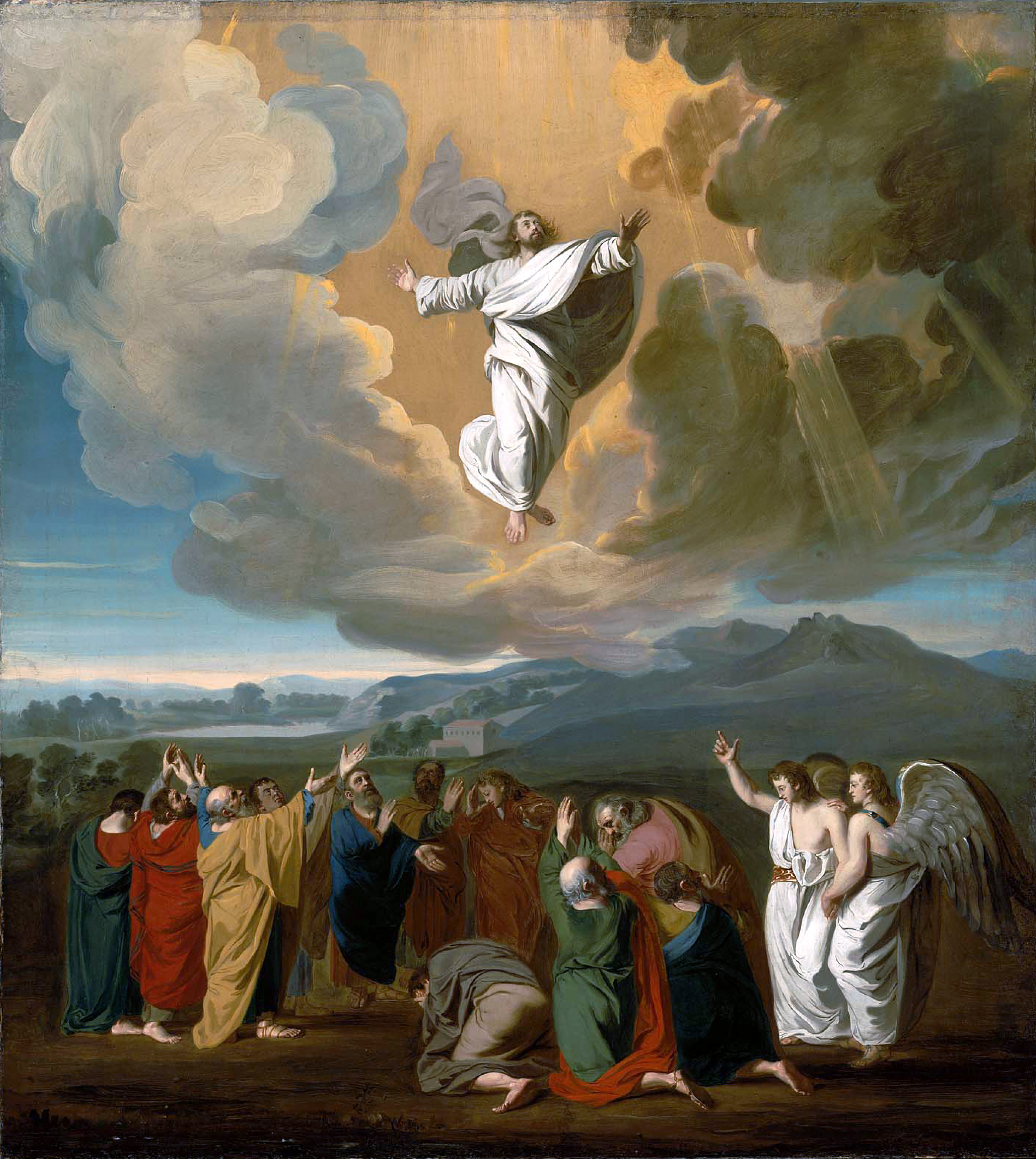
约翰·辛格顿·科普利1775年所绘基督升入天国的场景

耶稣升天（英語：Ascension of Jesus，英語化自《圣经》拉丁语《武加大译本》的《使徒行传》第1章第9-11节）是《新约》中关于耶稣复活40天后，在他的十一个门徒面前，复活的身体被举扬升天的基督教教义。在圣经的描述中，一个天使告诉在场的使徒们耶稣会以同样的方式再临。
圣经正典四福音书中，在《路加福音》第24章第50-53节和《马可福音》第16章第19节包含了两处关于耶稣升天的描述。更详细的耶稣身体被升上云端的描述则包含在《使徒行传》中。
基督徒们在《尼西亚信经》和《使徒信经》中宣认了基督的升天。升天暗示了基督的人性被天国所接受。复活节40天后的耶稣升天节（星期四），是基督徒一年中的主要节日之一。这一节日被广泛地证实至少可追溯至4世纪晚期。耶稣升天是福音描述的基督生平的五大转折，其他四个为耶稣受洗、荣显圣容、耶稣受难和耶稣复活。
耶稣升天图的图像学意义在6世纪确立，9世纪开始，耶稣升天图开始被绘制在教堂的穹顶上。很多升天图分为两部分，上部（天堂）和下部（人间）。升天的基督通常向地上的人群伸出右手给予祝福，并显示他在保佑整个教会。